# Світ (тижневик)
«Свѣтъ» («Світ») — ужгородський тижневик, офіційний орган літературного «Общества св. Василія Великого», діяльність якого поширювалася на Мукачівську і Пряшівську греко-католицькій єпархії. Виходив друком у 1867—1871 рр.

## Загальна інформація
Редакторами цього друкованого органу були Юрій Ігнатко, о. Кирило Сабов, Віктор Кимак та о. Віктор Ґебей.

Перше число видання вийшло під датою 13 липня 1867 р. Отець Августин Волошин у своїх «Споминах» відзначав:
«„Світ“ виходив кожного тижня (у четвер). Подавав статті реліґійного, історичного, етноґрафічного і господарського напрямку, кореспонденції, оповідання, новості і пр. Оповідання по більшій части не були ориґінальні, но передруковалися із великоруської літератури, від Пушкіна, Тургенєва, Гоголя і пр.»
Із тижневиком «Свѣтъ/Світ» співпрацювали тогочасні відомі діячі Петро Азарій, Ник. Валковський, Віктор Ґебей, Іван Дешко, Адольф Добрянський, Корнелій Злоцький, Анатолій Кралицький, Олександр Митрак, Іван Мондок, Олександр Павлович, Андрій Попович, Михайло Попрадов, Іван Раковський, Ігнатій Рошкович, Йосиф Рубій, Іван Сильвай, Степан Ханат. 1868 року газета отримала одноразовий переказ розміром 100 гульденів від російських слов'янських комітетів за посередництва священника російського посольства у Відні Михайла Раєвського. Згідно з листом Раєвського до професора Ніла Попова, «Свѣтъ» планувався як російська політична газета в Угорщині. Утім, надалі видання з російської сторони не фінансувалося через те, що не виправдало її очікування.
Мовою видання, за словами Волошина, була «мішанина церковщини і великорущини з дуже малим примішаньом народного язика».

## Доля видання
Через послідовну опозиційну позицію тижневика до намагань мукачівського єпископа Стефана Панковича (1867—1874) мадяризувати вірних і латинізувати східний обряд, цей ієрарх заборонив священикам передплачувати «Свѣтъ». Стефан Панкович, користуючись тим, що «Общество св. Василія Великого» діяло під опікою Церкви, усунув його керівництво, призначивши лояльних собі адміністраторів. Їхніми стараннями видання тижневика припинилося — останнє число вийшло 14(26) січня 1871 р. Натомість 9 лютого 1871 р. почали видавати «Новый Свѣт», але цей часопис не мав успіху і припинив існування у жовтні 1872 року.